# ألان سكوت (لاعب كرة قدم)
ألان سكوت (بالإنجليزية: Allan Scott)‏ (17 أغسطس 1910 في المملكة المتحدة - ) هو لاعب كرة قدم بريطاني في مركز مهاجم داخلي. لعب مع سويندون تاون ونادي غيلينغهام ونادي ليفربول.